# Cyclocephala stictica
Cyclocephala stictica är en skalbaggsart som beskrevs av Hermann Burmeister 1847. Cyclocephala stictica ingår i släktet Cyclocephala och familjen Dynastidae. Inga underarter finns listade i Catalogue of Life.